# Smalltown Boy
Smalltown Boy är en låt av den brittiska syntpopgruppen Bronski Beat och utgiven som singel 1984. Låten, som återfinns på studioalbumet The Age of Consent, nådde tredjeplatsen på UK Singles Chart.
Låten behandlar 1980-talets HBTQ-kultur och belyser homofobin i det brittiska samhället. Låten åskådliggör även den ensamhet och mobbning som homosexuella erfar.

## Musikvideo
Musikvideon illustrerar hur sångaren Jimmy Somerville upplever ensamhet och utanförskap på grund av sin homosexualitet. På ett tåg ses han minnas sin uppväxt och de händelser som fick honom att lämna sitt föräldrahem.
I en simhall uppmanar hans vänner (spelade av Larry Steinbachek och Steve Bronski) att ta kontakt med en man som han känner sig attraherad av. Senare blir han attackerad av ett gäng homofober, anförda av mannen från simhallen. Somerville förs tillbaka till sitt föräldrahem av en poliskonstapel och föräldrarna får nu vetskap om hans homosexualitet. Han beslutar sig för att lämna hemmet. Modern gråter; fadern ger honom en sedel men tar inte hans hand. Somerville tar sedan ett tåg till London, på vilket han återförenas med sina vänner.
En strof ur låten lyder:
| ” | You leave in the morning with everything you own in a little black case Alone on a platform, the wind and the rain on a sad and lonely face | „ |

## Låtlista

### Vinylsingel – 7"
1. "Smalltown Boy" – 3:58
2. "Memories" – 2:55

### Maxisingel – 12"
1. "Smalltown Boy" – 9:00
2. "Infatuation/Memories" – 7:38

## Coverversioner i urval
- 2002 på albumet Symbol of Life av Paradise Lost.
- 2010 på albumet Dream of You av Sharon Corr.
- 2013 på albumet Interlude av Delain.
- 2013 på albumet The Arsonist av Deadlock.